# Dorfkirche Dorndorf (Uhlstädt-Kirchhasel)

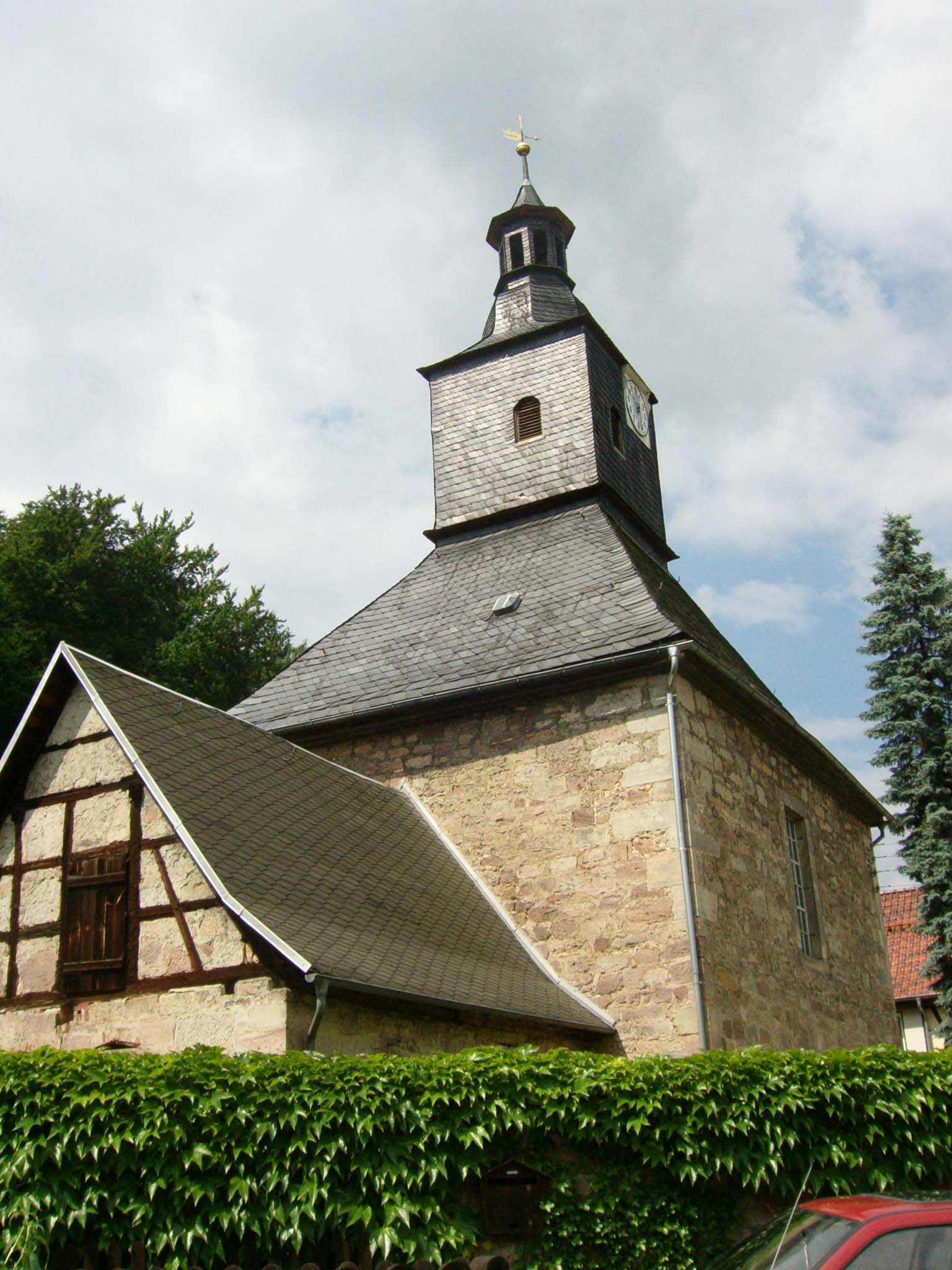
Die Kirche

Die evangelisch-lutherische Kirche Dorndorf ist die Dorfkirche des Ortsteils Dorndorf der Gemeinde Uhlstädt-Kirchhasel im Landkreis Saalfeld-Rudolstadt in Thüringen.

## Geschichte
Die Kirche wurde wohl im 12. Jahrhundert als romanische Kirche erbaut. Ein Patrozinium ist nicht bekannt. Ihr Mauerwerk bestand aus rechteckigen Quadersteinen, das Rundbogenportal wurde zum jetzt vermauerten spitzbogigen Zugang umgestaltet. Über den Umbau des Portals im späten 15. Jahrhundert ist nichts überliefert.
Heute besitzt die Kirche einen mächtigen Baukörper mit hohem Walmdach, Dachreiter und Laterne. Seit 1864 besteht vor der Westwand ein Anbau mit Hauptportal und Treppenhaus zu den Emporen. Der andere Anbau ist der Altarraum hinter der Sakristei.
1644 stürzte durch einen Sturm der Dachreiter herab. Im Zuge des Wiederaufbaus wurde die Kirche auf das Doppelte vergrößert.
Die beiden rechteckigen Fenster auf der Südseite und das kleine an der Nordwand wurden zwischen 1646 (durch eine Inschrift der Wetterfahne bestätigt) und 1701 eingefügt.
Ob die Kirche einst mit einer Apsis im Osten endete, ist fraglich. Die Anschlüsse „Kirchenschiff-Altarhaus“ sind nicht stimmig und weisen auf Veränderungen in der Vergangenheit hin. Zum Einsetzen der noch jetzt vorhandenen Kirchenschifffenster muss das Mauerwerk von oben abgebrochen worden sein. Möglicherweise hat der Dachreiter bei seinem Sturz die Mauerkrone beschädigt.
Seit 1646 besteht die Kirche in ihrer jetzigen Gestalt. Die 1688 eingebauten Emporen gleichen denen der Kirche im Nachbarort Engerda.
Das alte Gestühl wurde entfernt. Die Farbgebung in der Kirche ist nach wie vor Eichenholzton.
Taufe und Kanzel wurden 1825 eingebaut. Die Figur der Katharina, die bis 1888 in der Kirche stand, gibt es nicht mehr.
Die beiden Glocken wurden 1638 und 1984 gegossen.